# Twice3
#Twice3 è il terzo album di raccolta del girl group sudcoreano Twice, pubblicato il 16 settembre 2020.

## Tracce
1. The Best Thing I Ever Did (Japanese ver.) – 3:32
2. Fancy (Japanese ver.) – 3:26
3. Feel Special (Japanese ver.) – 3:29
4. More & More (Japanese ver.) – 3:21
5. Stuck in My Head (Japanese ver.) – 2:56
6. The Best Thing I Ever Did – 3:32
7. Fancy – 3:26
8. Feel Special – 3:29
9. More & More – 3:21
10. Stuck in My Head – 2:56

## Classifiche

### Classifiche settimanali
| Classifica (2020) | Posizione massima |
| ----------------- | ----------------- |
| Giappone          | 1                 |

### Classifiche di fine anno
| Classifica (2020) | Posizione |
| ----------------- | --------- |
| Giappone          | 26        |